# Старе Дзедушиці
Старе Дзедушиці (пол. Stare Dzieduszyce, нім. Alt Diedersdorf) — село в Польщі, у гміні Вітниця Гожовського повіту Любуського воєводства.
Населення — 218 осіб (2011).
У 1975-1998 роках село належало до Гожовського воєводства.

## Демографія
Демографічна структура станом на 31 березня 2011 року:
|          | Загалом | Допрацездатний вік | Працездатний вік | Постпрацездатний вік |
| -------- | ------- | ------------------ | ---------------- | -------------------- |
| Чоловіки | 105     | 27                 | 69               | 9                    |
| Жінки    | 113     | 17                 | 74               | 22                   |
| Разом    | 218     | 44                 | 143              | 31                   |